# زن انگلیسی رمانتیک
زن انگلیسی رمانتیک (انگلیسی: The Romantic Englishwoman) فیلمی بریتانیایی به کارگردانی جوزف لوزی است که در سال ۱۹۷۵ منتشر شد.

## بازیگران
- مایکل کین
- گلندا جکسون
- هلموت برگر
- مایکل لونزدل
- کیت نلیگان
- ناتالی دلون
- دوریس نولان
- بیل والیس
- دیوید دی کایسر